# Tabanus lunatus
Tabanus lunatus är en tvåvingeart som beskrevs av Fabricius 1794. Tabanus lunatus ingår i släktet Tabanus och familjen bromsar. Inga underarter finns listade i Catalogue of Life.